# Samson gegen die Korsaren des Teufels
Samson gegen die Korsaren des Teufels (Originaltitel: Sansone contro il corsaro nero) ist ein italienischer Abenteuerfilm, den Luigi Capuano 1963 inszenierte. Der von der Kritik kaum wahrgenommene Film wurde am 14. Mai 1965 im deutschen Sprachraum erstaufgeführt, im Fernsehen auch nur als Gegen die Korsaren des Teufels.

## Handlung
Samson dient als Hauptmann in der Garnison eines Fürsten, dessen Landstriche oft vom Schwarzen Korsaren heimgesucht werden. Verliebt ist er in die Tochter des Fürsten; der machthungrige Berater de Prinzen jedoch, der davon Kenntnis hat, ist bestrebt, dieses Glück zu verhindern. Als alle Versuche, die Macht des Fürsten zu untergraben, fehlschlagen, lässt der Berater die kleine Tochter des Fürsten aus zweiter Ehe durch die Korsaren entführen. Durch die tatkräftige Einmischung Samsons können die Korsaren besiegt und der Landstrich wieder befriedet werden.

## Kritik
„Bilderbuchabenteuer aus der italienischen Muskel-und-Sandalen-Serie.“

Der Filmdienst meinte, „in einigen Nebenfiguren versuche die Regie sogar eine leichte Ironisierung“.